# TIC 30312691
TIC 30312691은 대마젤란 은하 안의 성운 NGC 1763의 적색 초거성이다.

## 나이
N11b의 나이가 300±100 만 년이므로 항성의 나이도 위와 같을 가능성이 크다. 다만 위 항성은 적색 초거성 이므로, 300만 년에 나이가 근접할 것이다.